# 刘嘉 (顺阳侯)
刘嘉（前1世紀—39年）字孝孫，是汉光武帝的族兄，舂陵侯刘敞的同母弟刘宪之子。刘嘉自小失父，被“南顿君”刘钦收养，后来，他与刘伯升（刘钦的长子）一同去长安求学，学习《尚书》和《春秋》。

## 经历
新莽末年（23年），刘嘉在南阳随刘玄一同征战。刘嘉的妻子儿女在小长安之战中被杀害。在更始帝刘玄即位后，刘嘉任偏将军一职。宛城被攻取后，刘嘉被封为兴德侯，后又升为大将军。刘嘉与延岑战于冠军时，延岑投降。在刘玄定都长安后，刘嘉被封为汉中王、扶威大将军，拥有兵力十万之多。
建武二年（26年），延岑反叛，攻入汉中，包围南郑，刘嘉战败逃亡。延岑平定汉中后，继而进军武都，但被刘玄的柱功侯李宝击败。延岑逃至天水，公孙述派遣侯丹攻取南郑。刘嘉收编散兵数万，以李宝为相，从武都向南攻打侯丹，未胜，遂回军武都郡的河池、下弁，与延岑交战。延岑入散关至三辅，刘嘉、李宝追击至右扶风陈仓，破之，延岑东进长安东南的京兆杜陵为根据地。從刘玄改投劉盆子的穰王（又称邓王）廖湛率十八万赤眉军在左冯翊的云阳攻打刘嘉，刘嘉杀廖湛后到云阳取粮。邓禹引兵与延岑战于蓝田，李宝、刘嘉等人得知邓禹西征，便拥兵自守，静观其变。刘秀让邓禹招揽刘嘉，刘嘉在来歙的陪同下与邓处会合，邓禹因李宝的态度倨傲无礼，竟而诛杀了李宝。
建武三年（27年），刘嘉到洛阳，随光武帝刘秀征伐，被任命为千乘太守。建武六年（30年），病重请职，被征召到京师。建武十三年（37年），封为顺阳侯。建武十五年（39年），刘嘉去世。次子刘参承袭爵位。

## 家庭
- 父：刘宪，去世较早，无事迹记录。
- 长子：刘廧，黄李侯。
- 次子：刘参，顺阳侯。

## 延伸阅读
[在维基数据编辑]
 《後漢書·卷14》，出自范晔《後漢書》